# Immeuble Clarté
Immeuble Clarté, nazywany „Szklanym Domem” – modernistyczny budynek mieszkalny w Genewie, zbudowany w latach 1931–1932 według projektu Le Corbusiera i Pierre’a Jeannereta.
Jeden z 17 budynków Le Corbusiera wpisanych w 2016 roku na listę światowego dziedzictwa UNESCO jako część obiektu: Dzieła architektury Le Corbusiera jako wybitny wkład do modernizmu.

## Lokalizacja
Budynek leży przy Rue Saint-Laurent 2–4 w Genewie, w jej południowo-wschodniej części, niedaleko Muzeum Historii Naturalnej.

## Historia
Immeuble Clarté został zaprojektowany przez Le Corbusiera (1887–1965) i jego kuzyna Pierre’a Jeannereta (1896–1967); projekt realizowali Boris Nazarieff, Francis Quétant i John Torcapel, a inżynierem projektu był Robert Maillart (1872–1940).
Na początku lat 30. XX w. Le Corbusier przedstawił kilka projektów architektonicznych dla Genewy. Od 1928 roku genewski przemysłowiec Edmond Wanner pracował z Le Corbusierem i Pierre’em Jeanneretem nad projektami dzielnicy o nazwie „Athénée”, które zostały zmodyfikowane i zredukowane do realizacji budynku mieszkalnego Immeuble Clarté. Budowa domu ruszyła w 1931 roku i została ukończona w 1932 roku.
Gmach, z nielicznymi wyjątkami, zachował się w pierwotnym stanie. Pierwszej renowacji dokonano w latach 50. XX w. pod kierownictwem Marca-Josepha Saugeya (1908–1971). Budynek podupadł i w latach 70. groziło mu porzucenie, lecz w 1975 roku obiekt zakupiła grupa architektów i przeprowadziła jego gruntowny remont. Kolejne prace konserwatorskie przeprowadzono w latach 2004–2010 pod kierownictwem Jeana-Louisa de Chambriera. 
W 2016 roku Immeuble Clarté został wpisany na listę światowego dziedzictwa UNESCO jako jeden z 17 budynków Le Corbusiera . Budynek znajduje się również w szwajcarskim rejestrze dóbr kultury o znaczeniu krajowym i regionalnym (fr. Inventaire suisse des biens culturels d’importance nationale et régionale) – został sklasyfikowany jako zabytek w 1986 roku. 

## Architektura
Immeuble Clarté było pierwszym projektem budynku wielorodzinnego autorstwa Le Corbusiera. Jest to 9-kondygnacyjny budynek z 50 mieszkaniami zgrupowanymi wokół dwóch klatek schodowych. Gmach osadzony jest na filarach i lekkiej konstrukcji metalowej, która nie wymagała ścian nośnych, co zapewniło swobodę w aranżacji wnętrz. Dzięki wykorzystaniu do budowy nowatorskiej, stalowej konstrukcji szkieletowej budynek wyróżniający się szklaną ścianą kurtynową nazwano „suchym domem”.
Ma dwie całkowicie przeszklone fasady złożone z przesuwnych okien tarasowych, przeszklonych drzwi i elementów ze szkła zbrojonego. Przeszklone sekcje są oddzielone trzema zewnętrznymi galeriami umieszczonymi od strony południowej na 1., 3. i 5. piętrze, a od strony północnej na 2., 4. i 6. piętrze. Galerie, wyposażone w żelazną stolarkę okienną bez szprosów z drewnianymi roletami oraz brezentowe rolety tworzą ekrany przeciwsłoneczne i chronią elewacje.
Parter cofnięty jest w stosunku do elewacji o 6 m po stronie północnej i o 3 m po stronie południowej, co pozwoliło na wyposażenie dolnych mieszkań w tarasy. Kolejne tarasy znajdują się po obu stronach budynku na piętrze 7. Piętro 8. zajmują dwie przeszklone pracownie i duży taras. 
Do budynku prowadzą dwa przeszklone luksferami wejścia na parterze, prowadzące do przestronnych holów. Na parterze po stronie południowej zlokalizowane są także garaże; w latach 1975–1977 dwa z nich przerobiono na restaurację. Budynek ma również liczne piwnice i dwie kotłownie. Obydwie klatki schodowe wyposażone są w windy. 
W apartamentowcu są różnorodne mieszkania w tym także dwustronne i dwupoziomowe (256 m²). Każde mieszkanie ma salon mierzący 35  m² i o szerokości 5 m. Mieszkania mają wysokość 3 m na pierwszym i ostatnim piętrze, reszta ma wysokość 2,6 m, parter ma wysokość 3 m. Strop ma grubość 21 cm.
Budynek jest wyposażony w taras rekreacyjny na dachu płaskim, schody i półpiętra są wykonane ze szkła, a każde mieszkanie ma bezpośredni dostęp do tarasu na całej swojej szerokości, co wyróżnia budynek z ówczesnej architektury mieszkaniowej. Klatki schodowe mają oświetlenie zenitalne, dzięki przeszklonej płaszczyźnie dachu.

## Znaczenie
Immeuble Clarté, praktyczna realizacja koncepcji bloku mieszkalnego Immeubles-Villas (Apartamenty własnościowe) z 1922, była pionierskim projektem wykorzystującym prefabrykaty, standaryzację i przemysłowo produkowane elementy dla potrzeb luksusowego budynku mieszkalnego. Utorowało to drogę dla masowego budownictwa mieszkaniowego po II wojnie światowej.